# Jean-Marie du Lau
Jean-Marie du Lau (Biras, 30 de octubre de 1738–París, 2 de septiembre de 1792) fue el último arzobispo metropolitano de Arlés durante casi 17 años. Ocupó su cargo de forma efectiva desde el 1 de octubre de 1775 al 12 de julio de 1790, fecha en que la Asamblea Nacional Constituyente de 1789 decidió la supresión de la arquidiócesis de Arlés. Fue asesinado en el convento de los Carmelitas de París durante las Masacres de septiembre, uno de los episodios más oscuros de la Revolución francesa. Proclamado mártir por la Iglesia católica, fue beatificado el 17 de octubre de 1926.

## Biografía

### Familia y formación

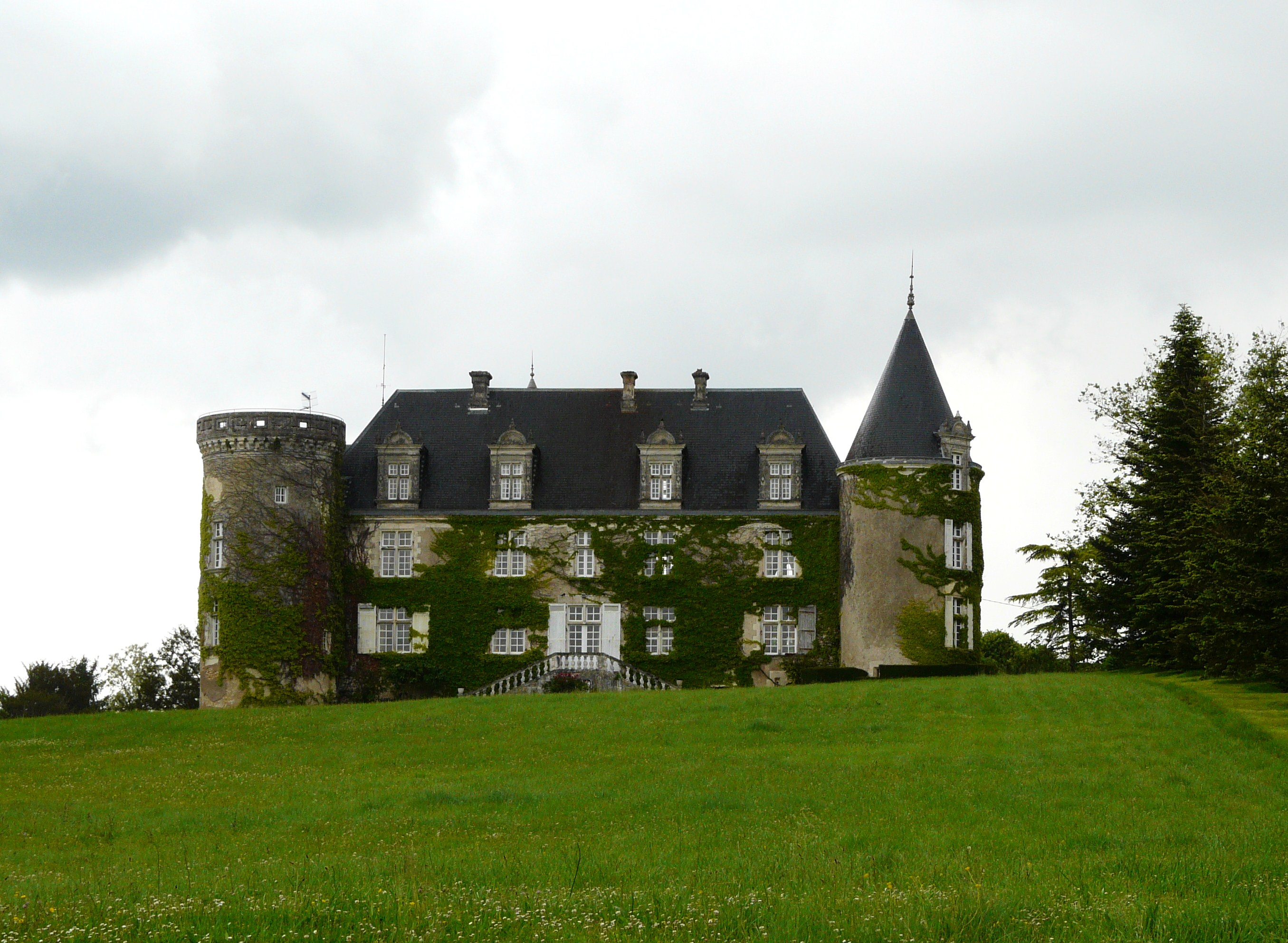
Château de la Côte, en Biras, Dordogne.

Jean-Marie du Lau nació el 30 de octubre de 1738, en Biras, departamento de Dordoña, en el Château de la Côte de Armand du Lau, señor de la Coste, de Savignac y de la Roche, y de Françoise de Salleton. Se trataba de un antiguo castillo ubicado en la diócesis de Périgueux. Jean-Marie Du Lau provenía de una familia con muchos prelados, y Carlos de Foucauld refirió a él como su tío abuelo.
Siendo muy joven fue enviado a París, con su tío Jean d'Allemans du Lau, párroco de la parroquia san Sulpicio. Recibió la tonsura el 21 de abril de 1753. Estudió humanidades en el Colegio de Navarra de París, y obtuvo su licenciatura en teología en La Sorbona de París. Tal como indica la investigación de Michael Péronnet, los obispos de la generación de 1789 fueron casi todos licenciados universitarios en teología o en leyes, de forma que el cuerpo episcopal tenía en su conjunto un buen nivel de formación, lo que se vería reflejado más tarde en el catálogo de la biblioteca de Jean-Marie du Lau como arzobispo de Arlés, erigida en 1790, que alcanzó 4422 volúmenes.
Jean-Marie du Lau pasó por varias diócesis en una trayectoria ascendente de autoridad y prestigio: fue canónigo y tesorero en Pamiers, vicario general de la Arquidiócesis de Burdeos y prior de Gabillon. En 1770 alcanzó el grado de agente general del clero de Francia.

### Arzobispo de Arlés
Jean-Marie du Lau fue designado obispo el 24 de abril de 1775, y consagrado el 1 de octubre de 1775, durante el reinado de Luis XVI y el papado de Pío VI. El consagrante principal fue Jean-François de Chastellard de Montillet de Grenaud, arzobispo de Auch.
Tomó parte en la Asamblea del clero de Francia de 1788, una reunión de carácter excepcional que tuvo que pronunciarse sobre los grandes temas políticos del momento, en el contexto de la crisis existente entre la monarquía y los parlamentos. Asimismo, fue diputado por Arlés en el Parlamento francés: con la convocatoria de los Estados Generales de 1789, du Lau fue elegido como uno de los representantes del clero. Con el avance del conflicto político-social conocido como Revolución francesa, se desarrolló una amarga relación antagónica entre el arzobispo y el recién elegido alcalde de Arlés, Pierre-Antoine Antonelle, un aristócrata revolucionario que se consideraba a sí mismo un jacobino aliado del ala radical de la Revolución.  Antonelle había publicado en octubre de 1788 un catecismo virulento contra la curia, los nobles y los sacerdotes, titulado Catéchisme du Tiers-état, à l’usage de toutes les provinces de France, et spécialement de la Provence (Catecismo del Tercer Estado). Tras la aprobación de la Constitución civil del clero, Antonelle manifestó su rotundo anticlericalismo al confiscar los bienes eclesiásticos y expulsar de la ciudad al clero refractario.

### Su muerte
El 12 de julio de 1790, la Asamblea Nacional decidió abolir la arquidiócesis de Arlés. Si bien este hecho carecía de validez desde el punto de vista de la legislación canónica, asestó un golpe a la estructura arquidiocesana del que no se repondría. El 1 de octubre de 1791, la Asamblea Legislativa sucedió a la Asamblea Nacional Constituyente. El nuevo cuerpo legislativo tomó medidas más estrictas hacia aquellos eclesiásticos que no hubieran jurado la Constitución civil del clero. Un decreto público declaró que se consideraba sospechosos a todos aquellos que no hubieran jurado lealtad públicamente, ordenándoseles que abandonaran el suelo de Francia. Muchos alcanzaron las fronteras, pero otros fueron detenidos antes de hacerlo y confinados en prisión como traidores.
Tres obispos se negaron a prestar juramento, incluyendo Jean-Marie du Lau. El 13 de agosto de 1792 du Lau fue sometido a un breve interrogatorio, al igual que Pierre-Louis de La Rochefoucauld-Bayers, obispo de Saintes, y François-Joseph de La Rochefoucauld-Maumont, obispo de Beauvais, y los tres fueron encarcelados por tiempo indeterminado en la cárcel de los Carmelitas en París, un antiguo convento expropiado por el Estado y convertido en prisión.
El 2 de septiembre de 1792, durante las ejecuciones en masa conocidas como Masacres de septiembre, Jean-Marie du Lau fue asesinado en su prisión, junto con dos sacerdotes de la arquidiócesis de Arlés: su primo materno y vicario general Armand de Foucauld de Pontbriand, y Pierre François Pazery de Thorame. En las masacres que tuvieron lugar entre el 2 y el 5 de septiembre de 1792 fueron muertas entre 1100 y 1400 personas, incluyendo los 3 obispos (además de du Lou, fueron asesinados los dos La Rochefoucauld) y unos 220 sacerdotes y religiosos.
|                                                                             |
| Convento de los carmelitas, usado como prisión, donde fue asesinado du Lau. |

|                                                                            |
| Masacre de los carmelitas, obra de Marie-Marc-Antoine Bilcocq (1755-1838). |

## Reconocimiento
La Iglesia católica lo considera mártir por la fe, a partir del decreto de martirio firmado por el papa Pío XI el 1 de octubre de 1926. Beatificado por ese pontífice el 17 de octubre de 1926, su memoria se celebra el 2 de septiembre.